# Ален Славица
Ален Славица (Карловац, 23. децембар 1964), хрватски је поп рок музичар и певач.

## Каријера
У својој аутобиографској књизи Животни аутопут каже: „Што се тиче самог певања, знам само да је оно у мени од рођења. У школи, на приредбама, у аутобусу, када бисмо путовали на излете, песмом сам забављао цео разред. Чинило ми се да ми је суђено да постанем певач.“
На свом првом јавном наступу 1977. године на фестивалу Први карловачки глас у Карловцу освојио је прво место са песмом „Малинконија“ Оливера Драгојевића. Потом је добио позив од Удружења музичара Карловац да свој град Карловац представи на Хрватском фестивалу певача аматера у Сиску, гдје је извео пјесму Ђеле Јусића „Једина жена на свијету“. Потом је снимљен први албум под називом „Ален 1” који је снимио са 16 година. Одмах затим следи други албум „Ален 2”. Са Ђорђем Новковићем снимио је наредних 6 албума 1983. године. "Буди добар", 1986. „Степенице у небо“, 1987. „Шарене очи“, 1988. „Под твојим јастуком” и 1989. — Дао сам ти душу.

### Одлазак у Канаду и САД
Крајем 1989. године, на позив Џона Лончаревића, одлази у Канаду где наступа за дочек Нове 1990. године, а са Кићом Слабинцем одлази на турнеју по Канади, али и одржава неколико солистичких концерата. Након завршетка турнеје и повратка у Хрватску, вратио се у Канаду након само два месеца, што се претворило у једанаест година живота између шест месеци Канаде и шест месеци Хрватске.

### Повратак
На фестивалу „Далматинска шансона 2006” свој повратак на музичку сцену обележава песмом „Маслине”, одржава и разне концерте и наступе широм Хрватске, Македоније и Србије.

### Фестивали
Ален Славица је наступао на многим фестивалима, и то више пута:
Београдско пролеће:
- Марија Марију, '82

Сплит:
- Нима лита, '82
- Прстен, '84
- Адио, душо, '87
- Марушка, '88

Југословенски избор за Евросонг:
- Mary-Ann, Скопље '84
- Сузан, Сузан, Љубљана '88

Макфест, Штип:
- Љубовта само е сон, '88

Далматинска шансона, Шибеник:
- Маслине, 2006.
- Не куни ме, сине (Вече старих песама), 2006.
- Научит' ћу живит (са Матијом Дедићем), 2007.
- Маслине (Вече старих песама), 2007.
- Не бих си опростио, 2008.
- Ништа ми не вриди, 2009.

Марко Поло, Корчула:
- Слика у пијеску, 2007.

Хрватски радијски фестивал:
- Проћи ће нам године, 2008.
- Што срце постане, 2009.

Мелодије Мостара:
- Дошло вријеме, 2009.
- Када сам с тобом туга престаје, награда за најбољу композицију, 2013.
- Стари мој, награда за најбољу кантауторску песму забавне музике и најлепшу песму о Мостару, 2014.

Међународни фестивал шансоне, Chansonfest, Загреб:
- Учинит ћу све, 2011.

### Награде
- Први глас Карловца 1977, Карловац
- Први глас Хрватске 1979, Сисак
- Победник фестивала у Торонту 1990, Торонто, Канада
- Почасна награда на међународном фестивалу Вандерланд у Торонту (представник Хрватске)
- За најслушанијег Екс-ЈУ певача 90-их, 2011, Краљево, Србија
- Награда за животно дело у области поп музике, 2011, Међународни „Еурофест” у Скопљу, Македонија
- Награда за најбољу кантауторску песму забавне музике 2014, у Мостару, за песму "Стари мој" (посвећена оцу покојног Алена Мирјану Славици)
- Добитник разних награда за продукцију, интерпретацију, аранжмане и писање песама на разним фестивалима.

### Аутобиографска књига Животни аутопут
Крајем 2014. год. Ален објављује аутобиографску књигу „Животни аутопут” коју представља 59. Међународни сајам књига у Београду. Књигу је посветио својој ћерки Ејми. Писао је и другим људима као што су Вице Вуков, Дино Дворник, Тоше Проески, Жељко Сабол, његов отац Мирјан, ћерка Ема, Хусеин Куртагић, Дивље јагоде и многим другим људима и уметницима које познаје и са којима је сарађивао.

### Занимљивости
- Члан Хрватског глазбеног друштва и ХГУ (Хрватске глазбене уније)
- Члан Хрватског друштва композитора (ХДС)
- Статус истакнутог уметника у БиХ

### Приватно
У Лос Анђелесу, на концерту Дубровачких трубадура 1999. године упознао је будућу супругу Сандру Дедић, ћерку Арсена Дедића из првог брака. Ален и Сандра су 4. августа 2011. године у Шибенику добили ћерку Ему, којој су посвећене две песме „Урадићу све“, као и своју књигу „Животни аутопут“.

## Дискографија
- 1980 - Ален 1 (ПГП РТС)
- 1981 - Ален 2 (ПГП РТС)
- 1983 - Буди добар (Југотон)
- 1986 - Степенице до неба (Југотон)
- 1987 - Шарене очи (Југотон)
- 1988 - Испод твог јастука (Југотон)
- 1989 - Дао сам ти душу (Југотон)
- 1990 - Најбоље од (Кроација Рекордс)
- 1995 - Ти си моја сретна звијезда (Кроација Рекордс)
- 1997 - Под крилима неба (Кроација Рекордс)
- 2006 - Толико мало (Кроација Рекордс)
- 2008 - Златна колекција 2-ЦД (Кроација Рекордс)
- 2012 - Љубавна колекција (Кроација Рекордс)